# Глудин, Иван Иванович
Иван Иванович Глудин (30 января 1889 — 25 августа 1938) — советский военачальник, комбриг (1937).

## Начало военной службы и Гражданская война
Родился в 1889 году в деревне Андрюси (Краснинский уезд Смоленская губерния). Русский. Из крестьян. Окончил городское начальное училище. В 1906 г. выдержал экзамен (экстерном) за полный курс реального училища (при Смоленском реальном училище). В том же году поступил в Чугуевское военное училище, которое окончил в 1909 г. Служил в царской армии. Сначала - в 1-м Невском пехотном полку (г. Рославль). Участник Первой мировой войны. Воевал на Северо-Западном фронте. Командовал ротой, затем батальоном. За боевые заслуги награждён орденами Станислава 2-й и 3-й степени, Святой Анны 3-й и 4-й степени, Святого Владимира 4-й степени, Георгиевским Крестом 4-й степени. В 1917-1918 гг. учился в Николаевской академии Генерального штаба (не окончил последний курс). В боях два раза ранен.Последний чин — капитан, последняя должность — командир батальона.
В РККА с октября 1918 года. Участник Гражданской войны. Беспартийный. Первоначально воевал на Восточном фронте против колчаковцев: с 20 октября 1918 года — помощник начальника оперативного управления штаба фронта; с 15 февраля 1919 года — начальник организационного отделения штаба фронта; с 6 августа 1919 года — помощник начальника административного управления фронта.
Затем командирован на Западный фронт, где 13 августа 1919 года был назначен помощником начальника управления формирований 12-й армии, с которой воевал в с поляками, а затем в составе Южного фронта, которому была передана 12-я армия, — с деникинцами. Приказом РВСР № 241 причислен к Генштабу. В марте 1920 года вновь переброшен на Западный фронт, где 10 числа назначен помощником начальника административного управления штаба фронта. В этой должности участвовал во всех основных операциях и сражениях Западного фронта с польскими войсками — майском и июльском наступлениях 1920 года, Варшавской операции и других.
После поражения советских войск под Варшавой и окончательного закрытия боевых действий на фронте 17 октября 1920 года был освобождён от занимаемой должности и переброшен на вновь сформированный Южный фронт для окончательного разгрома Врангеля. С 20 октября 1920 года — помощник начальника административного управления штаба фронта. Участник Перекопско-Чонгарской операции. Причислен к лицам, окончившим Академию Генерального штаба (приказ Реввоенсовета Республики № 241, 1920 г.).

## Послевоенный период
С 1 января по 27 ноября 1921 года — начальник орготдела штаба Западного фронта, реорганизованного 1 марта в организационное управление штаба фронта. Затем 2-й помощник начальника штаба Западного фронта С. А. Меженинова. С 6 июля по 30 сентября 1923 года исполнял обязанности начальника штаба фронта. В феврале 1937 года и последующее время — начальник 3-го отдела Административно-мобилизационного управления РККА.
С 1932 по 1935 г. преподавал военные дисциплины в Московском институте новых языков (ныне - МГЛУ), должность - штатный старший преподаватель на ставке доцента.

## Арест и смерть
Арестован НКВД 17 марта 1938 года. В ходе следствия признал свою принадлежность к военно-фашистскому заговору. Имя Глудина содержится в «Сталинском списке» от 20 августа 1938 года, как предназначенного к осуждению по 1-й категории (расстрел); за применение данной меры проголосовали Сталин и Молотов. 25 августа 1938 года в ходе судебного заседания ВКВС подтвердил свои показания о принадлежности к заговору, в результате чего за 15 минут суд приговорил его к расстрелу. Приговор приведён в исполнение в тот же день на полигоне НКВД «Коммунарка», где останки и были захоронены.
Определением ВКВС СССР от 7 июля 1956 года реабилитирован.

## Звания
- Бригинтендант (4.12.1935[4])
- Комбриг (15.02.1937[4])